# ملعب موديبو كيتا
ملعب موديبو كيتا هو ملعب متعدد الاستخدام في باماكو، مالي. غالباً ما يتم استخدامه لمباريات كرة القدم، ويعتبر الملعب الأساسي لنادي ريال باماكو، وأحياناً، للمنتخب الوطني. يسع الملعب لجلوس 35,000 شخص وقد سمي نسبة للرئيس موديبو كيتا الذي حكم البلاد في فترة الستينات. استضاف الملعب سبع مباريات في بطولة كأس الأمم الأفريقية لكرة القدم 2002.